# Durian Empat Mbelang
Durian Empat Mbelang is een bestuurslaag in het regentschap Deli Serdang van de provincie Noord-Sumatra, Indonesië. Durian Empat Mbelang telt 516 inwoners (volkstelling 2010).